# Fauna de Escocia

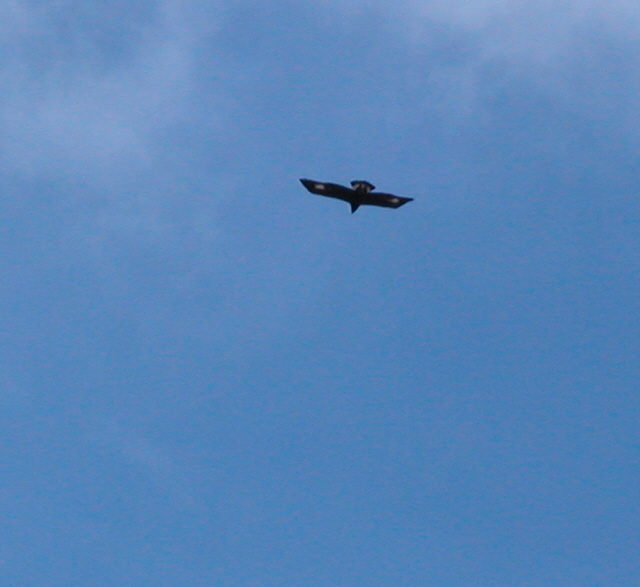
Águila real (Aquila chrysaetos) en vuelo.

La fauna de Escocia es, a grandes rasgos, la típica del noroeste de la zona europea de la región paleártica. Gran parte de los mamíferos más grandes del país fue cazada hasta su extinción en ciertos períodos históricos y la actividad humana también ha introducido varias especies. Los distintos ecosistemas templados de Escocia albergan sesenta y dos especies de mamíferos silvestres, incluyendo una población de gatos monteses, un gran número de focas grises y focas comunes y la colonia más septentrional del mundo de delfines mulares.
Varias poblaciones de aves de los páramos, incluyendo el gallo lira y el lagópodo escocés, viven en Escocia, y el país tiene zonas de anidación muy extensas aptas para las aves acuáticas como el alcatraz común. El águila real se ha convertido en un icono nacional, y el pigargo europeo y el águila pescadora han vuelto a colonizar este territorio recientemente. El piquituerto escocés es la única especie vertebrada endémica de las islas británicas.
Los mares de Escocia se encuentran entre los más productivos del mundo desde el punto de vista biológico; se estima que el número total de especies marinas escocesas supera las cuarenta mil. Existe un sitio conocido como Darwin Mounds, que alberga arrecifes de coral de aguas heladas profundas, descubierto en 1988. En los ríos de Escocia viven cerca de cuatrocientas poblaciones de salmón del Atlántico distintas genéticamente. De las cuarenta y dos especies de peces que viven en las aguas frías del país, la mitad ha llegado allí por la colonización natural y la otra mitad ha sido introducida por el ser humano.
Sólo seis anfibios y cuatro reptiles terrestres son nativos de Escocia, pero muchas especies de invertebrados, poco comunes en Gran Bretaña, viven allí. Hay aproximadamente catorce mil especies de insectos, incluyendo algunas abejas y mariposas poco comunes protegidas por las leyes de conservación del ambiente. Las agencias encargadas de la conservación animal en Gran Bretaña están preocupadas por el cambio climático, especialmente por sus consecuencias potenciales en las mesetas montañosas y en la vida acuática, que amenazan gran parte de la fauna de Escocia.

## Hábitats

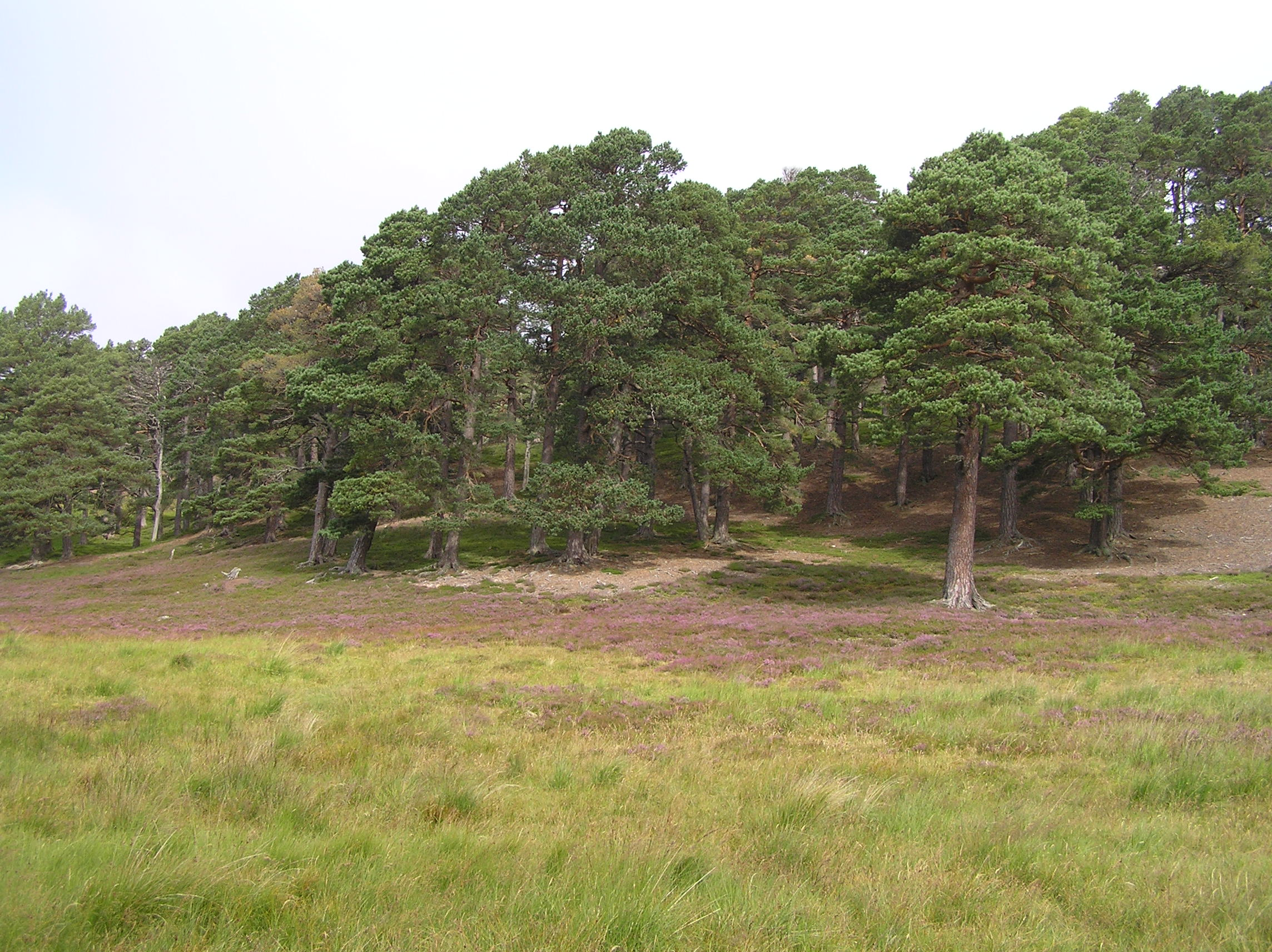
Bosque de pinos silvestres, en Deeside.

Escocia tiene una gran variedad de ambientes de clima templado, incluyendo bosques de árboles caducifolios y coníferas, y también páramos, montanos, estuarios, agua dulce, océanos y tundras. Aproximadamente el catorce por ciento de la superficie de Escocia está cubierta por bosques, principalmente en las plantaciones forestales, pero antes de que el ser humano comenzase a ocupar las tierras había muchísimos más bosques caledonios y de árboles con hojas amplias. Aunque de carácter muy reducido, pueden encontrarse remanentes del bosque nativo de pinos silvestres. El diecisiete por ciento de Escocia está cubierto por páramos y turbas de ericáceas. Las regiones de Caithness y Sutherland poseen una de las áreas de pantanos más intactas del mundo, en la cual vive una comunidad de animales salvajes. El setenta y cinco por ciento de la tierra de Escocia está clasificada como apta para la agricultura (incluyendo algunos páramos) mientras que las áreas urbanas ocupan aproximadamente el tres por ciento. La costa tiene 11.803 kilómetros de extensión y el número de islas con vegetación terrestre es cercano a ochocientos, seiscientas de ellas ubicadas en la costa occidental. Escocia tiene más del noventa por ciento del volumen y el setenta por ciento de la superficie total del agua dulce presente en el Reino Unido. Hay más de treinta mil lagos de agua dulce y seis mil ríos.
Bajo los auspicios de la Directiva de Hábitats de la Unión Europea, hasta diciembre de 2007 un total de 239 lugares en Escocia que cubren más de 8750 km² han sido aceptados por la Comisión Europea de Áreas Especiales de Conservación (SAC). Los mares de Escocia se encuentran entre los más productivos biológicamente del mundo y contienen más de cuarenta mil especies. Veinticuatro de los sitios aceptados por la SAC son marinos, y otros nueve están sobre la costa, con elementos marinos o no marinos. Estos elementos marinos cubren un área de aproximadamente 350 km². Los Darwin Mounds, que ocupan aproximadamente 100 km², han sido el primer sitio ubicado cerca de la costa aceptado por la SAC.

## Mamíferos
Escocia se cubrió de hielo completamente durante las glaciaciones ocurridas en el Pleistoceno. A medida que la temperatura fue aumentando, los mamíferos comenzaron a migrar a través del paisaje. La superficie terrestre de Gran Bretaña albergó sólo a dos tercios de las especies que viajaban hacia Escandinavia, y las islas Hébridas en las afueras de la costa occidental de Escocia proveyeron el hogar de sólo la mitad de estas especies que llegaron a Gran Bretaña. Sesenta y dos especies de mamíferos salvajes viven en Escocia y sus alrededores, incluyendo trece especies marinas. Las poblaciones de un tercio de las especies de mamíferos terrestres se encuentran en un descenso en el número de individuos debido a la contaminación ambiental, la fragmentación de sus hábitats, los cambios en las producciones agrícolas, el clima, y la competencia con las especies introducidas. No hay especies únicas de mamíferos en Escocia, aunque el ratón de campo de Saint Kilda es una subespecie endémica del ratón de campo y duplica el tamaño de éste, y el topillo de las Orcadas, el cual sólo vive en el archipiélago de las Orcadas, es una subespecie del topillo campesino. Puede haber sido introducido por los primeros ocupantes de la región hace aproximadamente cuatro mil años.

### Carnívoros

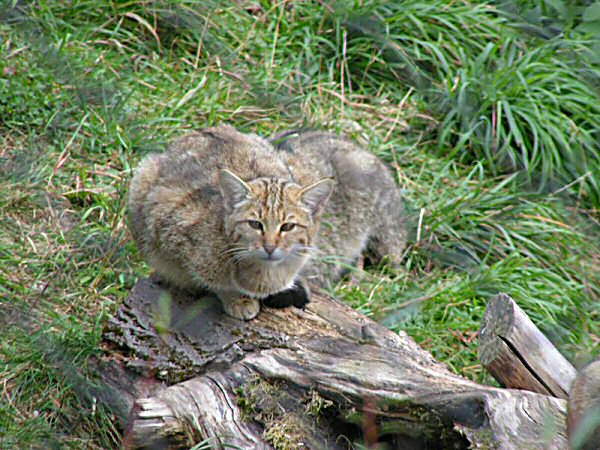
Gato montés (Felis silvestris).

Las especies de mustélidos presentes en Escocia son las mismas que en el resto de Gran Bretaña, excepto que en la región no habitan turones y que Escocia es el baluarte británico de la marta europea, aunque la pureza de la raza de la última está amenazada por un crecimiento en la población de marta americana del norte de Inglaterra. Escocia alberga las únicas poblaciones de gato montés europeo en las islas británicas con un total de entre cuatrocientos y dos mil animales, y de la subespecie de zorro rojo Vulpes vulpes vulpes, una raza más común que V. v. crucigera y que existe en dos formas diferentes. El gato montés está en serio peligro de extinción debido a la poca protección que se le presta. La exterminación de la población de visón americano, introducidos en Gran Bretaña para extraer su pelaje en la década de 1950, fue llevada a cabo por el patrocinio del Proyecto Visón Hebridean. Estos se han propagado hacia otras áreas en donde los visones son abundantes, como en el Parque Nacional Cairngorms y tal vez también a lo largo de las islas.
Además de mamíferos que ocasionalmente migran al país, entre las focas sólo están representadas las Phocidae, o focas sin orejas. Dos especies, la foca gris y la foca común están presentes alrededor de la costa escocesa en números muy elevados. En 2002 la población de focas grises de Escocia se estimó en 120.600 animales adultos, lo cual conforma alrededor del treinta y seis por ciento de la población mundial y más del noventa por ciento de la británica. La población en el país de la foca común es de 29.700 ejemplares, aproximadamente el noventa por ciento de los especímenes de Gran Bretaña y el treinta y seis de toda Europa.

### Roedores, insectívoros y lagomorfos
El 65% de las ardillas rojas de Gran Bretaña viven en Escocia. Esta especie se enfrenta a amenazas que incluyen la competencia con la ardilla de las Carolinas, una especie introducida, y la "Estrategia Escocesa para la Preservación de la Ardilla Roja" provee un plan para fomentar su conservación. Una investigación llevada a cabo en 2007 demostró el crecimiento de las poblaciones de las martas, basándose en un programa en que se cazaron en forma selectiva varias ardillas de las Carolinas. En Escocia no hay poblaciones de lirones grises, de lirones castaños, o de ratones de cuello amarillo, y el alcance del ratón de campo está limitado a la parte sur del país. Aunque el ratón de campo de Saint Kilda y el ratón de campo de las Orcadas son endémicos de Escocia, la distribución de las poblaciones no es mayor que la del resto de Gran Bretaña. Hay colonias de ratas negras en la isla de Inchcolm en Firth of Forth y en las islas Shiant.
Las poblaciones de insectívoros terrestres son por lo general similares a las del resto de Gran Bretaña. La asociación reciente de la Scottish Natural Heritage, el Scottish Executive y la Royal Society for the Protection of Birds para eliminar al erizo europeo de las Hébridas, en donde su introducción ha causado bajas en poblaciones internacionalmente importantes de aves zancudas como el correlimos común, chorlitejo grande y archibebe común, ha causado una controversia considerable, y el sacrificio de erizos fue detenido en 2007. Los animales atrapados han sido devueltos a su hábitat natural. El programa ha reducido el número de individuos; sólo dos fueron atrapados en 2007.
Los únicos lagomorfos que habitan Escocia son las liebres y los conejos. La liebre de montaña es el único miembro nativo de la familia de las liebres y es la especie dominante a lo largo de la mayor parte de las zonas más elevadas del país. La liebre europea y el conejo europeo están presentes; este último fue llevado a Gran Bretaña por los antiguos romanos pero no se esparcieron por el país hasta el siglo XIX.

### Artiodáctilos

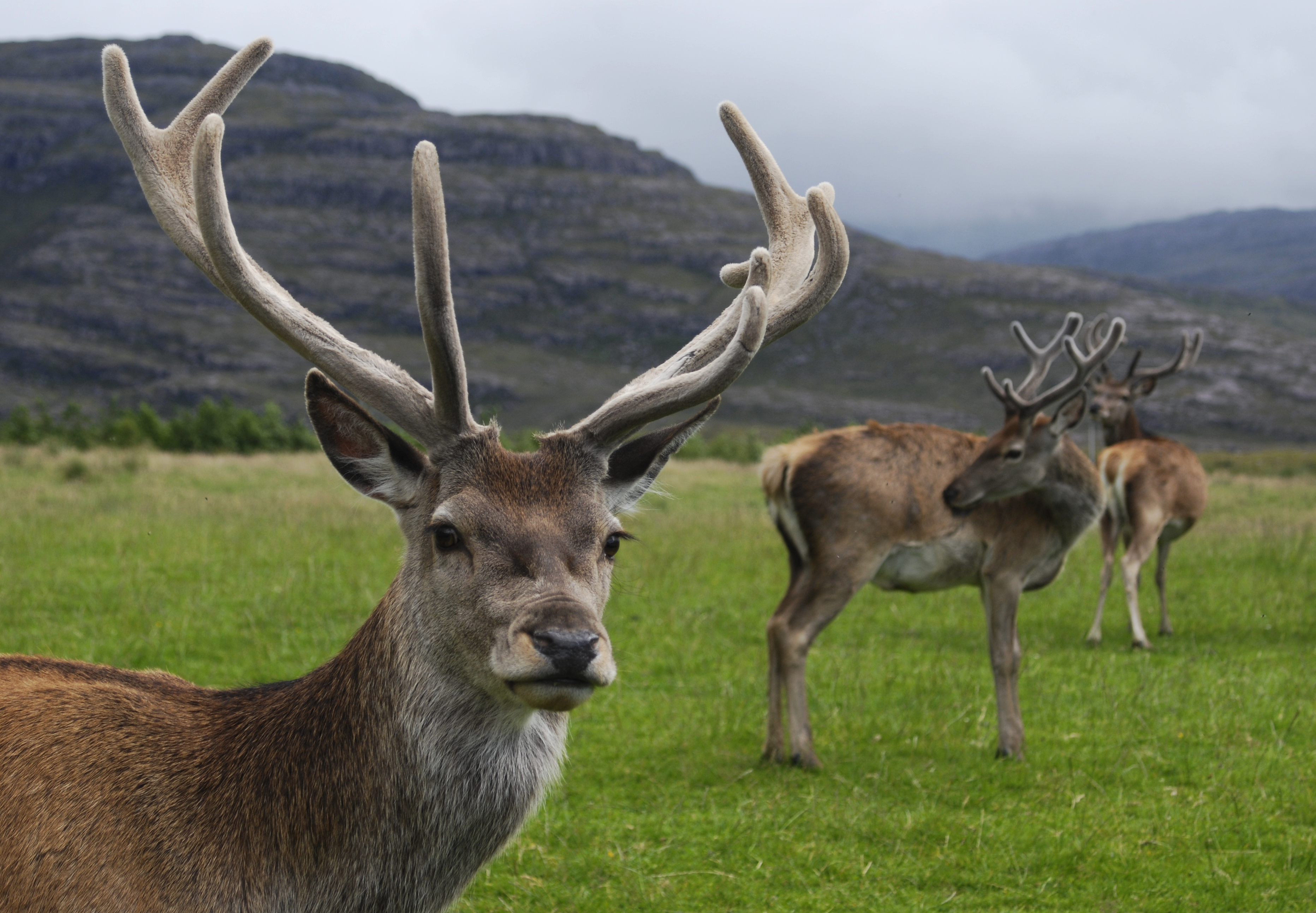
Ciervo rojo (Cervus elaphus).

La pintura de Edwin Henry Landseer de un venado, Monarch of the Glen, es una de las imágenes más notables de Escocia durante la era Victoriana. La especie, miembro del orden biológico de artiodáctilos está representada por cuarenta mil ejemplares, aunque su existencia está amenazada por los cruces híbridos con el ciervo sica, un animal introducido. Siendo una especie habitante de las colinas (y mucho más pequeña de estatura que su par europeo, que habita los bosques), suele ser reemplazada por el corzo en las tierras más bajas. Aunque pueden encontrarse en cualquier lugar del Reino Unido, no hay poblaciones salvajes de venado acuático chino y muy pocos o ningún muntíaco en Escocia. Existen poblaciones aisladas de cabras Capra aegagrus hircus y de ovejas Ovis aries, además de un rebaño de mil ejemplares de ovejas de Soay en Saint Kilda. Desde 1952, en el Parque Nacional Cairngorms vive un rebaño de renos semi-domesticados, ya que la especie se ha extinguido en Escocia por haber sido cazada indiscriminadamente durante el siglo XII.

### Otros mamíferos
Sólo nueve de las dieciséis o diecisiete especies de murciélagos presentes en Gran Bretaña habitan Escocia. Las más difundidas son el común, el de cabrera, el orejudo dorado, el ribereño y el de patagio aserrado. Los que tienen una distribución más restringida son el murciélago bigotudo, los pertenecientes al género Nyctalus, el nóctulo pequeño y el murciélago de Nathusius. Los que no están en el país son los murciélagos grande y pequeño de herradura, el murciélago ratonero grande y el murciélago ratonero forestal. No hay murciélagos en las islas Shetland; sólo existen migrantes o ejemplares perdidos.
Se han registrado veintiuna especies de cetáceos en las aguas escocesas durante los últimos cien años, incluyendo zifios de Cuvier, orcas, cachalotes, rorcuales aliblancos y los delfines común, de hocico blanco y gris. La colonia de Moray Firth de aproximadamente cien delfines mulares es la más septentrional del mundo. Como ha indicado una cobertura televisiva reciente, la especie es depredadora de la marsopa común; un tercio de los cadáveres de las marsopas examinados por los patólogos entre 1992 y 2002 indican que la muerte fue causada por los ataques de los delfines. Sin embargo, los ecologistas expresaron una queja ante el gobierno británico por la decisión de permitir la producción de combustible y gas en el Moray Firth, colocando en una situación de riesgo a estas poblaciones de cetáceos. Como respuesta, el gobierno realizará investigaciones en la zona durante 2009 para averiguar qué efectos podría causar. El marsupial introducido, el wallaby de cuello rojo, se encuentra confinado en una colonia ubicada en una isla en Loch Lomond.

### Extinciones y reintroducciones
Durante la glaciación del Pleistoceno, varios animales de clima frío ocuparon Escocia, incluyendo el rinoceronte lanudo, el mamut, el oso polar, el lemming, el zorro blanco y el ciervo gigante. Antiguamente otros mamíferos vivían en la región, pero se extinguieron durante diferentes períodos históricos, como el lince europeo, que vivió en Gran Bretaña hasta mil quinientos años atrás, el oso pardo europeo, específicamente su subespecie Ursus arctos caledoniensis, la cual fue cazada y llevada a los circos de la Antigua Roma pero desapareció entre el noveno y el décimo siglo, y una especie de alce, que permaneció hasta 1300. El jabalí y el buey salvaje se extinguieron en los dos siglos subsecuentes, aunque un cerdo domesticado parecido al jabalí, permaneció hasta 1930 en Shetland. Mataron al último lobo común conocido en las tierras de Mackintosh en Invernessshire en 1743, y la morsa sólo aparece ocasionalmente en el país. St. Kilda también albergaba una subespecie endémica del ratón doméstico, Mus musculus muralis, el cual era más largo, más peludo, de color distinto y con una forma de la cabeza diferente que el que existe actualmente. Se extinguió en 1938, ocho años después de la evacuación de los habitantes humanos nativos de la isla.
El Scottish Natural Heritage está llevando a cabo un proyecto para lograr reintroducir el castor europeo a Escocia, utilizando los ejemplares noruegos. La especie habitó las Highlands hasta el siglo XV, y pese a que el Scottish Executive inicialmente rechazó la idea, ésta se someterá a votación en 2009 en Knapdale. También se han considerado otros proyectos. Por ejemplo, el propietario de la finca norte Alladale de Inverness ha expresado su deseo de reintroducir a los lobos como parte de un parque temático de safari.

## Aves
La historia de los mamíferos sugiere que existieron tres grandes fases en la población del terreno: la colonización natural posterior a la era de hielo, las extinciones provocadas por el ser humano y la introducción de especies extranjeras también por parte del ser humano. La movilidad de las aves causa que sea muy difícil realizar tales generalizaciones para su caso. Los seres humanos actuales han causado grandes daños a las distintas especies de aves, especialmente a las aves de presa, pero las variaciones naturales en las poblaciones son complejas. Por ejemplo, los fulmares boreales estuvieron presentes en Skara Brae durante el Neolítico, pero en la Edad Media su hábitat se restringió a Saint Kilda. Desde entonces se han propagado a lo largo de las islas británicas.

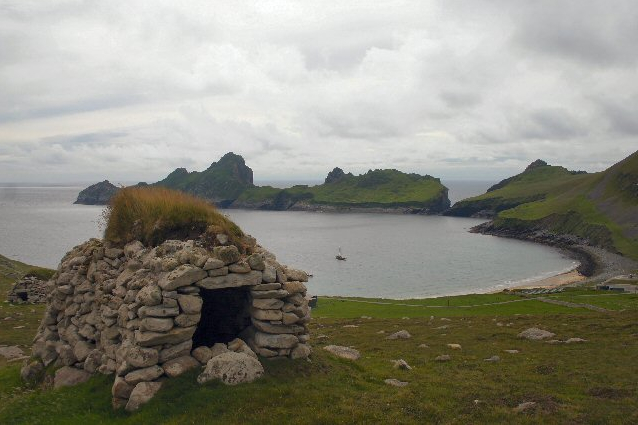
Village Bay, en Saint Kilda, un Patrimonio Mundial de la Humanidad, y refugio de aves marinas.

Más de doscientas cincuenta especies de aves registradas en Gran Bretaña emigraron hacia Escocia, y otras trescientas tienen distintos grados de rareza. Un total de 247 especies han sido evaluadas y cada una de ellas ha sido ubicada en una de tres listas, roja, ámbar o verde, indicando el nivel de preocupación sobre su futuro. Cuarenta especies están en la lista roja, 121 en la lista ámbar y 86 en la verde.
El piquituerto escocés, Loxia scotica, el cual habita los bosques de coníferas de las Highlands, es el único pájaro endémico de Gran Bretaña y, con sólo trescientos individuos compatibles genéticamente, es una de las especies más amenazadas de Europa. Su forma, su tonalidad rojiza o verde y su hábito de posarse colgando boca abajo ha llevado a que se los comparara con los loros. Saint Kilda alberga una subespecie única de chochín, el chochín de Saint Kilda Troglodytes troglodytes hirtensis, el cual se ha adaptado a posarse en las rocas y en los acantilados de su isla en el Atlántico desprovista de vegetación, y consecuentemente ha desarrollado patas más grandes y más fuertes que la variante terrestre. También es un poco mayor de tamaño, tiene el pico más largo, una coloración más variada y un canto "peculiarmente dulce y suave". La subespecie fue reconocida en 1884 y protegida por un acta parlamentaria especial en 1904 para evitar su destrucción "en manos de ornitólogos, taxidermistas y turistas".

### Aves de presa
Casi todas de las seiscientas especies de águilas reales de Gran Bretaña habitan en Escocia como parte de la familia de los halcones peregrinos. El alcotán europeo, el aguilucho lagunero y el aguilucho cenizo, pese a que se encuentran en Inglaterra y Gales, no suelen aparecer por Escocia.
En 1916 un vicario inglés robó los últimos huevos depositados por un águila de cola blanca nativa en Skye, y un cazador le disparó al último ejemplar adulto en Shetland dos años más tarde. Sin embargo, la especie fue reintroducida en la isla de Rùm en 1975. El ave se esparció con éxito a varias islas vecinas, y se establecieron treinta parejas en 2006. Pese a los temores expresados por los granjeros locales, la Royal Society for the Protection of Birds (RSPB) planeó ubicar cien águilas jóvenes en la costa este de Forth y en los estuarios de Tay. El milano real fue exterminado en Escocia en 1879, y la RSPB lanzó un programa de reintroducción en la década de 1980. Aunque si bien la especie ha realizado avances significativos, se estima que el treinta y ocho por ciento de las 395 aves liberadas entre 1999 y 2003 fueron envenenadas y los individuos del otro nueve por ciento fueron cazados por los seres humanos. La RSPB declaró: "las personas relacionadas con estas actividades deberían ser condenadas para que empiecen a tomarse en serio estos asuntos".
Tras una ausencia de casi cuarenta años, las águilas pescadoras han vuelto exitosamente a Escocia a principios de la década de 1950. En 1899 habían habitado un castillo cercano a Aviemore y luego en el lago Arkaig hasta 1908. En 1952 se les otorgó un nuevo lugar en el lago Garten. Actualmente existen 150 parejas aptas para la reproducción.
Otras especies de rapaces que se encuentran en el Reino Unido como el cernícalo, el aguilucho pálido, el azor, el gavilán, el cárabo común, y la lechuza están ampliamente distribuidas por Escocia, aunque el mochuelo europeo vive exclusivamente en el sur. Los ratoneros han desarrollado una notable fortaleza, habiéndose recuperado de la caza humana y de la mixomatosis epidémica de le década de 1950, la cual redujo su cantidad de alimento. Su número se triplicó entre 1978 y 1998. En el otro extremo de la escala de población, un único par de búhos nivales habitó Fetlar desde 1967 hasta 1975.
En 2009 se reportó que el gobierno escocés había decidido llevar a cabo un controvertido plan para reubicar a los gavilanes hallados cerca de las buhardillas para palomas mensajeras en Glasgow, Edimburgo, Kilmarnock, Stirling y Dumfries por un costo de £25.000.

### Aves marinas

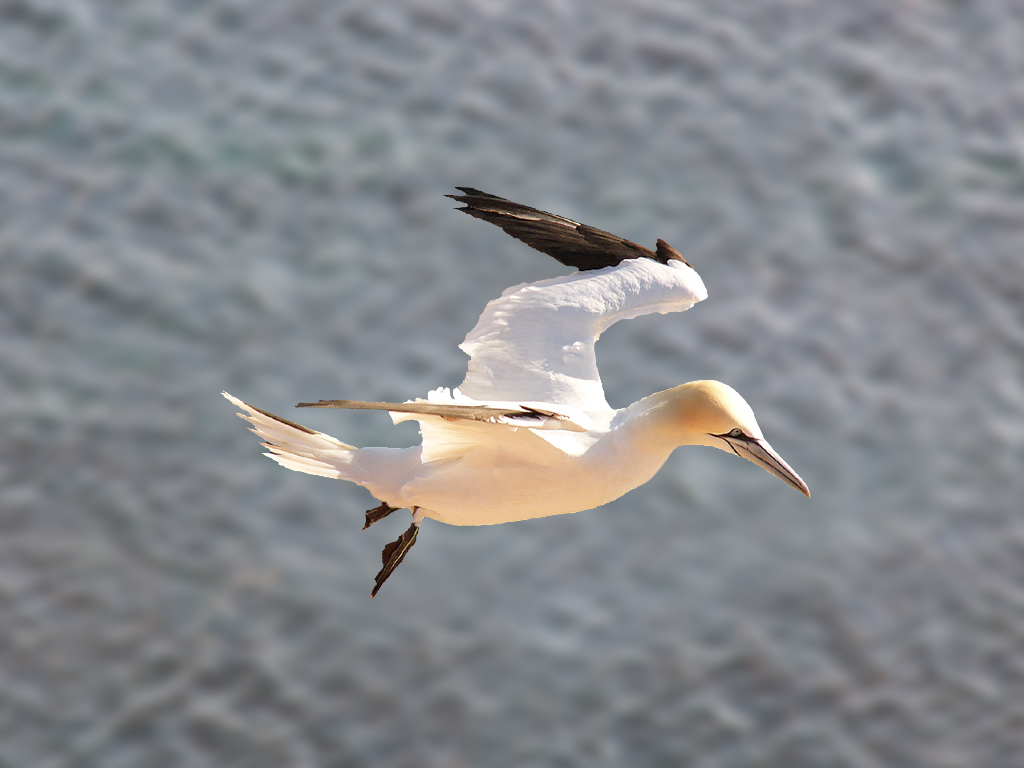
Alcatraz común.

Los mares de Escocia albergan casi la mitad de las aves marinas de la Unión Europea incluyendo aproximadamente la mitad de la población mundial del alcatraz común y un tercio de la del lechuzón mocho chico. Cuatro especies de aves acuáticas tienen más del noventa y cinco por ciento de la suma de su población británica e irlandesa en Escocia, mientras que otras catorce especies tienen más de la mitad de su población fértil en las colonias escocesas. Saint Kilda, un sitio declarado Patrimonio Mundial de la Humanidad, es un refugio para aves marinas de gran importancia. Alberga sesenta mil ejemplares de alcatraz común, conformando el veinticuatro por ciento de la población mundial, cuarenta y nueve mil parejas aptas para la reproducción del paíño boreal, más del noventa por ciento de la población europea, 136.000 pares de frailecillo común y 67.000 de fulmar boreal, aproximadamente el treinta y el trece por ciento de los totales respectivos en Gran Bretaña. La isla de Mingulay también tiene una gran población de aves acuáticas y conforma un hábitat ideal para el alca común, con 9.514 parejas, más del seis por ciento de la población europea.
El sesenta por ciento de todos los págalos grandes anidan en Escocia, principalmente en las Orcadas y en Shetland, pese a que no llegaron hasta el siglo XVIII. Escocia es el hogar de casi el noventa por ciento de los charranes árticos británicos, la mayoría de los cuales utilizan las colonias de las Orcadas y Shetland. Un porcentaje similar de los araos aliblancos de las islas británicas habitan las islas escocesas incluyendo a Unst, Mingulay y Iona. Escocia también posee mil pares de págalos parásitos y veintiún mil de cormorán moñudo, un cuarenta por ciento de la población mundial de la especie.
Más de 130.000 aves habitan la reserva natural de Fowlsheugh en Aberdeenshire en el punto máximo de la temporada reproductiva, convirtiéndola en una de las mayores colonias para aves acuáticas de Gran Bretaña. En 2005 aproximadamente 18.000 parejas de gaviota tridáctila regresaban cada año, y también hay cantidades significativas de frailecillos, alcas comunes, fulmares boreales, gaviotas argénteas y gaviones atlánticos. La Bass Rock en Firth of Forth alberga más de cuarenta mil parejas de alcatraces comunes y es la mayor saliente de roca solitaria del mundo. El nombre científico del ave, Morus bassanus, deriva de la roca.

### Aves de caza, zancudas y de corral
El único lugar de Gran Bretaña en que habitan el urogallo y la perdiz nival es Escocia. El primero se extinguió en la región en 1785 pero fue reintroducido exitosamente trayendo ejemplares de Suecia en 1837. Hay poblaciones significativas de otros Galliformes incluyendo al gallo lira y al famoso lagópodo escocés. La codorniz, la perdiz gris y el faisán están bien distribuidos, pese a que la perdiz de patas rojas no lo está tanto. Existe una pequeña colonia del faisán dorado, un animal introducido por el ser humano, en el sudoeste.

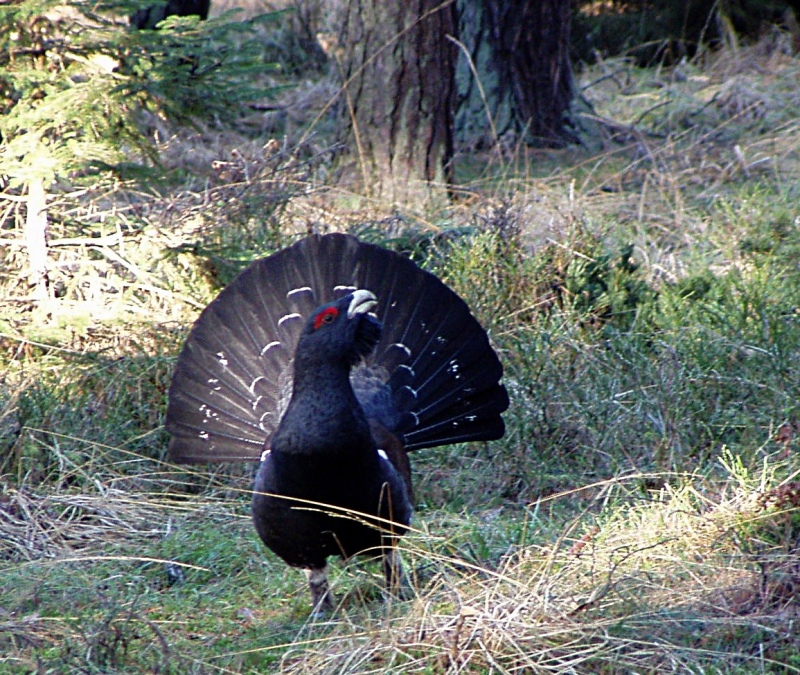
Urogallo.

Entre las aves zancudas, las avocetas, los burínidos, el chorlitejo chico y el chorlo nevado están ausentes, pero más de cien pares de aves caradrinas pasan sus veranos en Escocia al igual que el zarapito trinador, el archibebe claro y el falaropo picofino (aunque las últimas dos especies también viven en Irlanda). En verano los lagos poco profundos de las tierras machair en Uists y Benbecula proveen una notable variedad de aves zancudas y de patos, incluyendo al pato cucharo, a los eiders, al zampullín cuellirojo y al negrón común, el cual se encuentra en peligro. Los porrones han colonizado un área céntrica alrededor del Parque Nacional Cairngorms desde la década de 1970 y aproximadamente cien parejas se crían allí. La mayoría de los casi ocho mil cisnes cantores de las islas británicas pasan los inviernos en Escocia e Irlanda.
Casi todos de los cuarenta mil barnaclas cariblancos, los cuales habitan en Groenlandia, emigran a Islay para pasar el invierno, permaneciendo allí sólo unos días antes de dispersarse hacia el área circundante. Un número similar utiliza Montrose Basin como un hogar temporario en octubre y el veinte por ciento de la población mundial de 225.000 aves pasan el invierno en los lagos escoceses. El colimbo ártico y el chico, los cuales se encuentran en la lista ámbar, habitan el norte y el oeste de Escocia.

### Otras no paseriformes
Se han llevado a cabo esfuerzos considerables para conservar al guion de codornices, y los miembros de esta especie en peligro de extinción han aumentado, con 670 parejas. El torcecuellos también está en riesgo, ya que sólo hay de dos a diez parejas aptas para la reproducción en toda Escocia. De las palomas la tórtola europea se encuentra ausente, pero en las islas británicas la paloma bravía está confinada a las costas norte y oeste de Escocia e Irlanda.

### Paseriformes

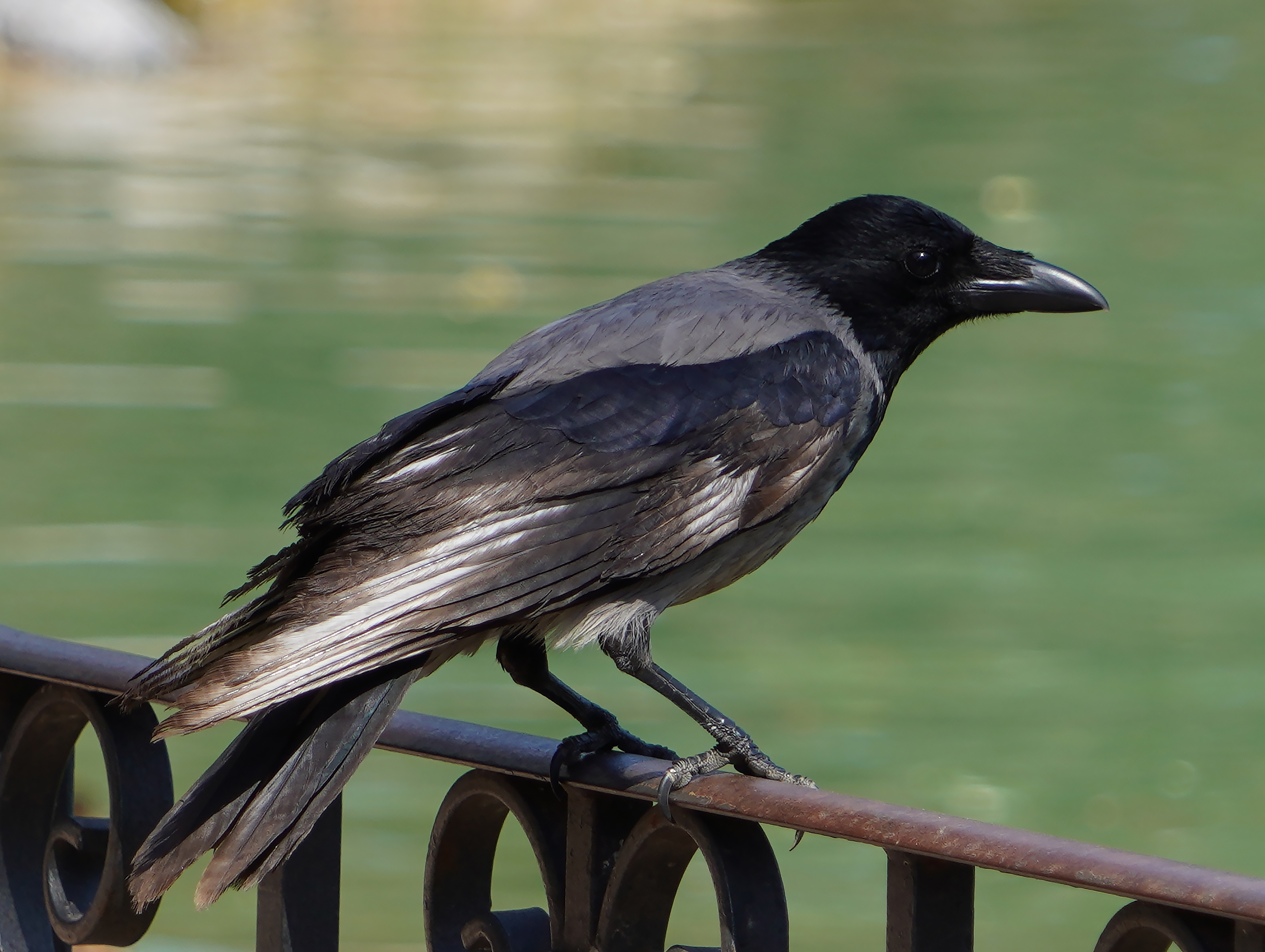
Corneja gris.

Los cuervos son típicamente pájaros habitantes en los bosques en la mayor parte de Europa, pero en Escocia se los asocia, por lo general, con los paisajes montañosos y las costas oceánicas. En 2002, la corneja gris fue reconocida como una especie separada de la corneja negra. Escocia e Irlanda del Norte albergan a todos los 190.000 individuos de la primera dentro del Reino Unido. Una encuesta reciente sugiere que el número de cuervos se está incrementando pero que la población de cornejas grises ha decaído en un cincuenta y nueve por ciento mientras que el número de cornejas negras ha permanecido esencialmente estático. Concentradas en las islas de Islay y Colonsay, 340 parejas de chovas anidan en Escocia.
Además de los piquituertos, existe una población fragmentada de herrerillos capuchino consistente de 2400 parejas aptas para la reproducción dentro del bosque caledonio y en algunas plantaciones grandes como el bosque Culbin en Moray. El número de mirlos capiblancos ha declinado a aproximadamente siete mil parejas, probablemente debido a las molestias que causa el número creciente de visitantes humanos a su hábitat. Hay menos de cien pares de escribanos nivales, pese a que en invierno llegan ejemplares emigrantes de Europa continental. Se cree que un nido ubicado cerca de Dumfries es utilizado por los mirlos acuáticos desde 1881. Escocia alberga el noventa y cinco por ciento de la población británica de pardillos de piquigualdo, casi sesenta y cuatro mil parejas. Sin embargo, una investigación reciente de la RSPB encontró un declive repentino y dramático en el número de las aves durante el invierno, que pasó de seis mil en 1998 a sólo trescientos en 2006 en los condados de Caithness y Sutherland.

### Peculiaridades
La posición de Escocia, al oeste de Europa, provoca que una variedad de aves que normalmente no se encuentran en el país lo visiten de vez en cuando. Esto incluye a las visitas accidentales de ciertas aves que se han perdido de sus hábitats naturales. 
Fair Isle es un sitio de renombre internacional para la observación de las aves migrantes. Las rarezas que pueden encontrarse allí incluyen aves paseriformes como el carricero de pico grueso, el chingolo de cuello blanco, el chipe coronado y el papamoscas collarino. Más de 345 especies de pájaros han sido registradas en esta isla, la cual sólo tiene una superficie de 7,68 km².
En otros lugares del país, otras peculiaridades reportadas en 2006 incluyen un colimbo de Adams en Gairloch, un albatros de ceja negra en las Hébridas Exteriores, una gaviota reidora americana en Shetland y un correlimos canelo en Lossiemouth. Anteriormente, se habían reportado un avetoro americano en 1888 y una garza imperial en el mismo año, una cerceta del Baikal en 1958, y una cigüeña negra en 1977. También se supone que las aves pueden haber escapado de su vida en cautiverio, como un halcón lanario en 1976, un flamenco austral en 1976 y 1979, un cisne de cuello negro en 1988, y un gavilán colirrojo en 1989. Estos registros son simplemente una pequeña proporción de dos condados del noreste y sólo dan una noción de la magnitud de la complejidad y diversidad de la vida de las aves en Escocia.

### Extinciones
La grulla común y el avetoro común fueron exterminados por los cazadores y por el desecamiento de los pantanos durante el siglo XVIII. El último alca gigante avistado en Gran Bretaña fue matado en Stac an Armin, una elevación rocosa en el archipiélago de Saint Kilda en julio de 1840.

## Peces y vida marina
De las cuarenta y dos especies escocesas de agua dulce, sólo la mitad han llegado por medios naturales. Las especies nativas incluyen el género Alosa, la trucha marrón, la anguila europea y la lamprea de río. Los ríos de Escocia albergan una de las fuentes de salmón del Atlántico más grandes de Europa, con casi cuatrocientos ríos en los que viven poblaciones genéticamente distintas entre sí. Cinco especies de peces son consideradas como de "llegada reciente" a Escocia, ya que arribaron de forma natural antes de 1790. Son el lucio europeo, el rutilo, el locha, la perca y el piscardo. Algunas especies nativas menos comunes incluyen al powan, el cual sólo habita en dos lugares y se encuentra en peligro de extinción por el acerina y el salvelino. El último parece haber sido la primera especie de pez en volver a ingresar al agua dulce cuando finalizó la última era del hielo, y lo conforman aproximadamente doscientas poblaciones.

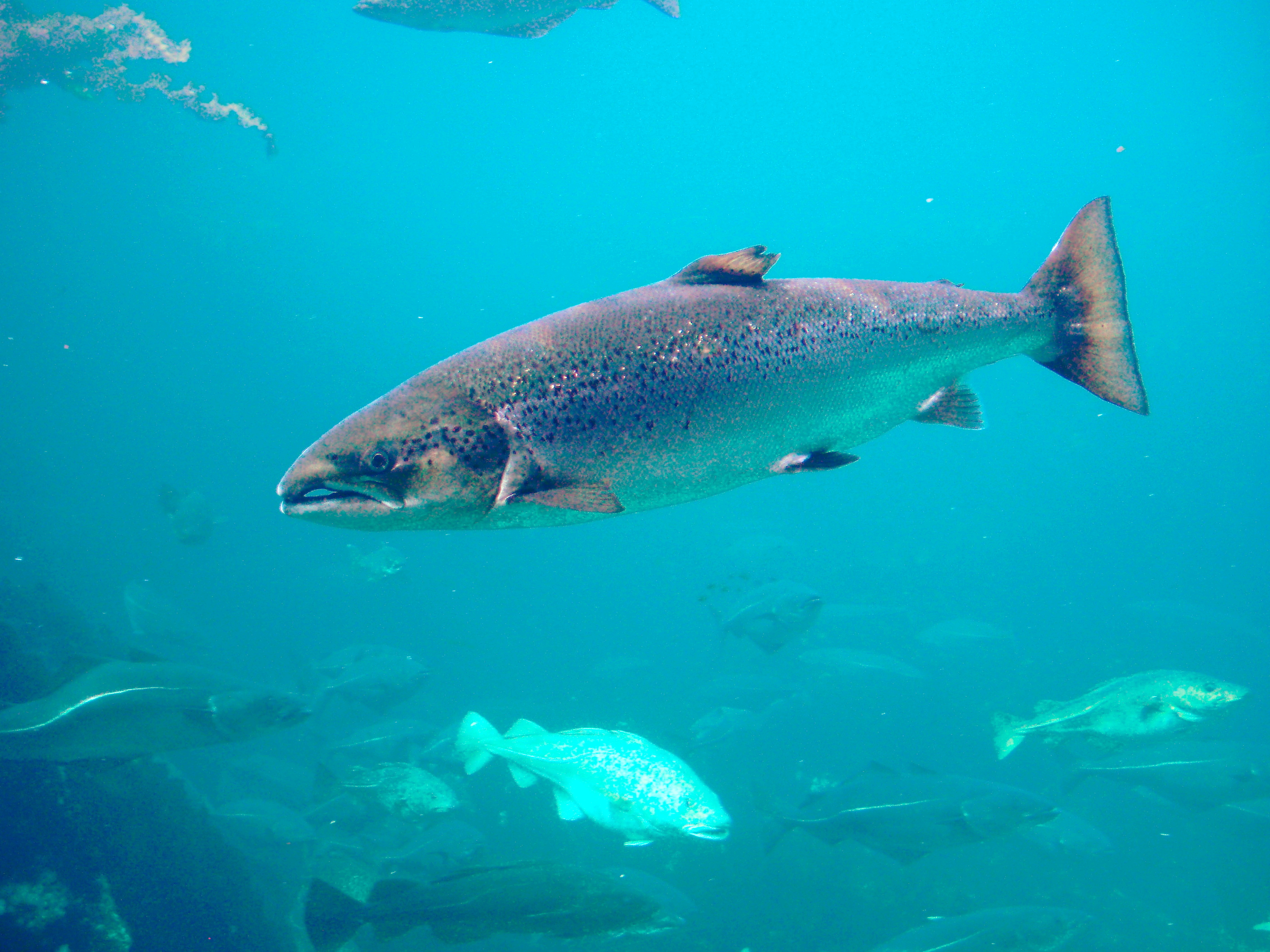
Salmón del Atlántico (Salmo salar).

En una época, el mejillón de agua dulce era lo suficientemente abundante como para propiciar actividades comerciales, y Escocia es el único baluarte europeo que queda. Protege las poblaciones en más de cincuenta ríos, principalmente en las Highlands.
Los mares del país, los cuales constituyen un área mayor que todos los otros mares que rodean el resto del Reino Unido, se encuentran entre los más productivos del mundo biológicamente. Son el hogar de un tercio de la población mundial de delfines y ballenas, de la mayor parte del maerl británico, (un término colectivo para designar algunas especies de algas rojas, y un hábitat marino importante), del mejillón Modiolus modiolus, de varias plantas del lecho marino y de especies características como Funiculina quadrangularis. Se estima que el número total de especies marinas en Escocia supera las cuarenta mil. Esto incluye doscientas cincuenta especies de peces, siendo la variedad más numerosa el carbonero, y las criaturas marinas habitantes de las aguas más profundas como varias especies de tiburones, el róbalo, el pez mantequilla y varias rayas. Hay cuatro especies de tortugas marinas: laúd, caguama, golfina y verde. Los mares también contienen dos mil quinientas especies de crustáceos y setecientas de moluscos.
Los Darwin Mounds, un área importante de arrecifes de coral de agua fría descubierto en 1988, están aproximadamente a mil metros de la superficie del océano Atlántico, a aproximadamente 185 kilómetros al noroeste de Cape Wrath en la esquina del noreste del abrevadero Rockall. El área cubre aproximadamente cien kilómetros cuadrados y contiene cientos de montículos de aproximadamente cien metros de diámetro y cinco de altura, además de una punta en forma de lágrima orientada hacia el sudoeste del montículo. Estas características son únicas en el mundo. Las puntas de los montículos tienen ejemplares vivos de corales Lophelia y albergan poblaciones significativas de Syringammina fragilissima. Se han avistado peces en las cercanías pero no en densidades más altas que su entorno. El daño por la pesca se ha reconocido al realizar una investigación sobre la mitad del área de los Darwin Mounds durante el verano de 2000, y el gobierno británico está tomando medidas para proteger la zona. En 2003 la Comisión Europea proveyó protección de emergencia y prohibió cualquier actividad de pesca que conlleve daño hacia los animales en el lugar.

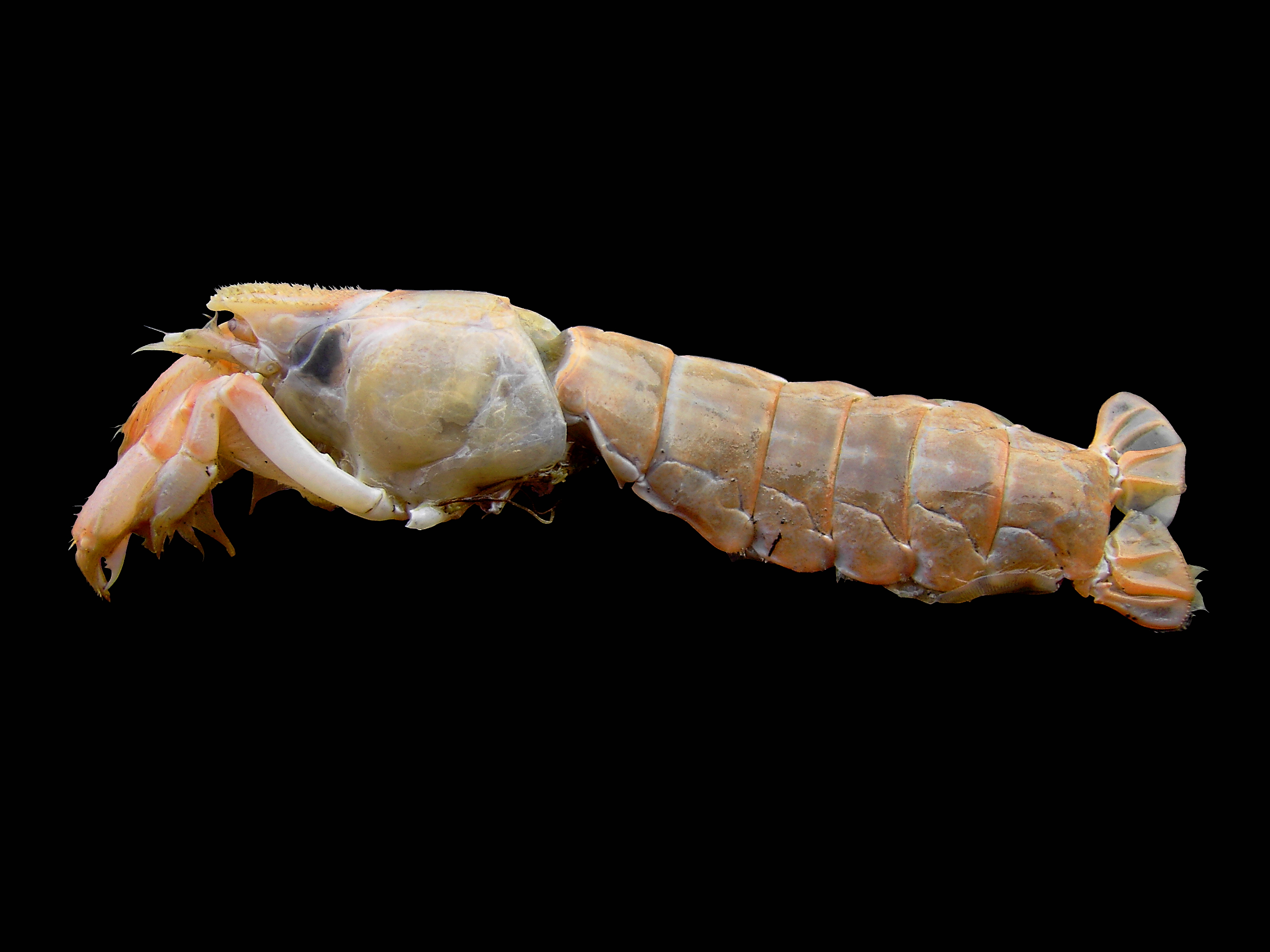
Upogebia deltaura, una langosta que se encuentra en el lecho de los mares escoceses.

Según el periodista del periódico The Scotsman I. Johnston, para proteger la vida silvestre de Escocia se necesitaría realizar muchas más campañas en una escala mucho mayor. Según un reporte reciente, la vida marina de Escocia será casi eliminada dentro de cincuenta años a menos que se realicen acciones para controlar el modo en que los seres humanos aprovechan el mar. Un consorcio de organizaciones ambientales ha expresado su temor de que el comercio de peces, incluyendo el bacalao del Atlántico que está sufriendo la sobrepesca y el salmón está dañando el ambiente acuático. También se está realizando una reducción en los pantanos costeros que afecta la vida de las aves marinas, hay muchos residuos arrojados en estuarios densamente poblados como el Firth of Clyde (afectando todo tipo de vida marina) y el crecimiento del turismo aleja las poblaciones de, por ejemplo, el tiburón peregrino. Se realizó un pedido de ley para proteger a los animales y coordinar y controlar la actividad humana en el mar, además de proveer más áreas protegidas como parques nacionales marítimos.
Calyptraea chinensis (L.) es un gastrópodo que ha invadido las costas de Escocia y en 1998 alcanzó la zona del norte de Oban. Se encontró un ejemplar vivo en Clachan Sound, y registros previos declararon haber visto caparazones de otros gastrópodos.

### Extinción de los peces de río
La polución y la depredación conllevaron a la extinción de dos especies de vendace en las aguas del sudoeste de Escocia en 1980. En la década de 1990 se dio inicio a un intento exitoso por reintroducir al vendace de Lochmaben en el área homónima. El corégono blanco continúa ausente.

## Anfibios y reptiles terrestres

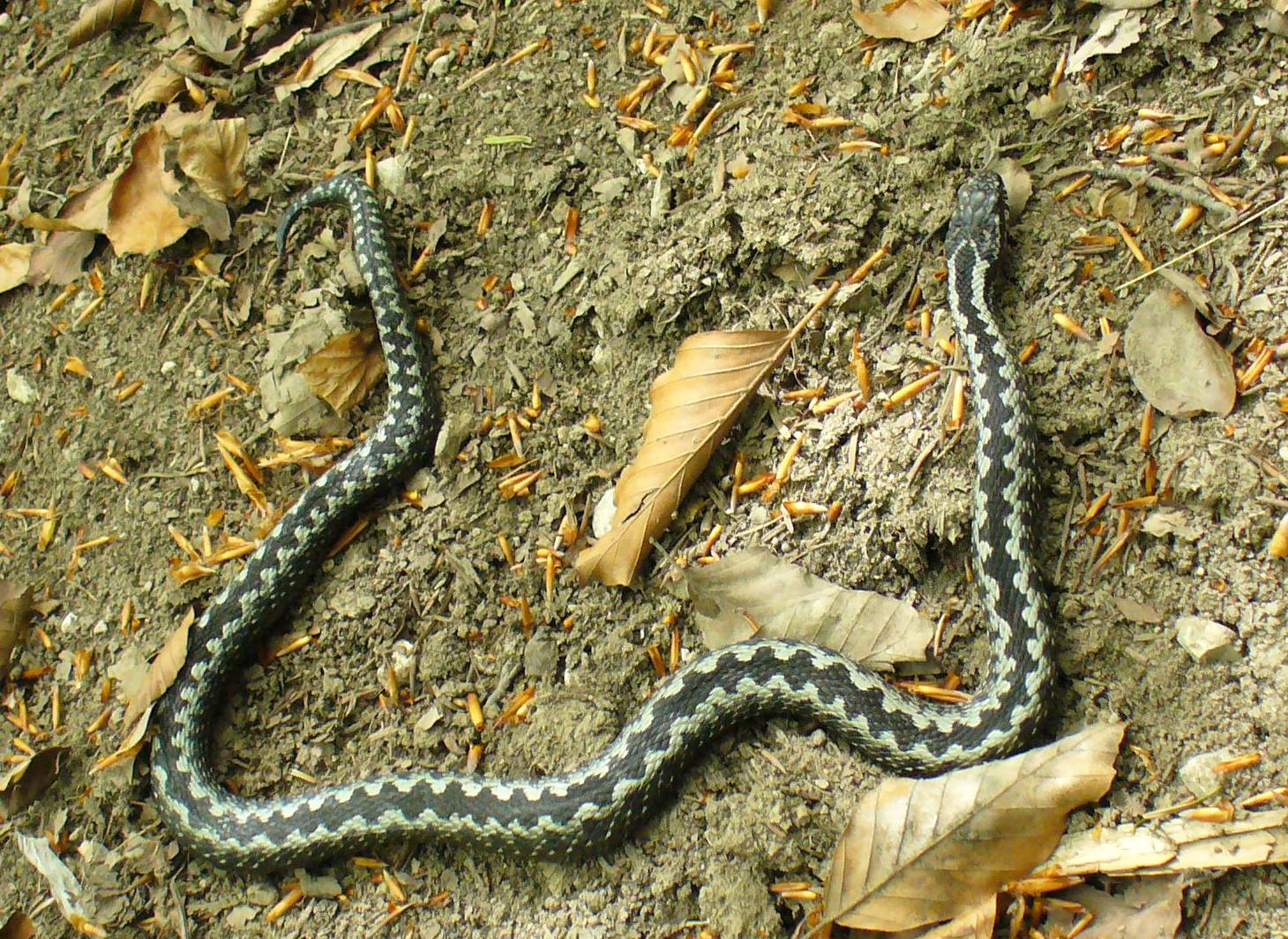
Víbora común europea (Vipera berus).

Sólo seis anfibios y cuatro reptiles terrestres son nativos de Escocia. Los anfibios incluyen tres especies de tritones: el tritón crestado, del cual sólo quedan menos de mil individuos; el tritón común, y el palmeado. Los otros anfibios son el sapo común, el sapo corredor, el cual sólo se encuentra en cuatro lugares del sudoeste, y la rana bermeja. Sólo se conoce un anfibio extranjero en Escocia, el tritón alpino, descubierto recientemente en el área de Edimburgo.
Los reptiles incluyen la víbora común europea y la culebra de collar, el lución, el cual es un lagarto que carece de extremidades, y el lagartija vivípara. Las culebras lisas europeas, que pueden encontrarse en cualquier otro lugar del Reino Unido no habitan Escocia, y rara vez se avista alguna culebra de collar.

## Invertebrados terrestres
En Escocia habitan setenta y siete especies de caracoles terrestres y aproximadamente catorce mil especies de insectos, ninguno de ellos verdaderamente endémicos. Algunos ejemplos son Pardosa lugubris, una especie de tarántula descubierta en el Reino Unido en 2000 en la reserva natural del bosque Abernethy, y la hormiga de árbol escocesa. Estas hormigas, las cuales son las residentes más numerosas del bosque caledonio, construyen montículos de piñas y de restos de plantas que encuentran en el suelo y pueden habitar los montículos durante décadas. Una colonia puede necesitar cien mil insectos al día para alimentar a su medio millón de habitantes y produce más de 250 kilogramos de rocío de miel por temporada.

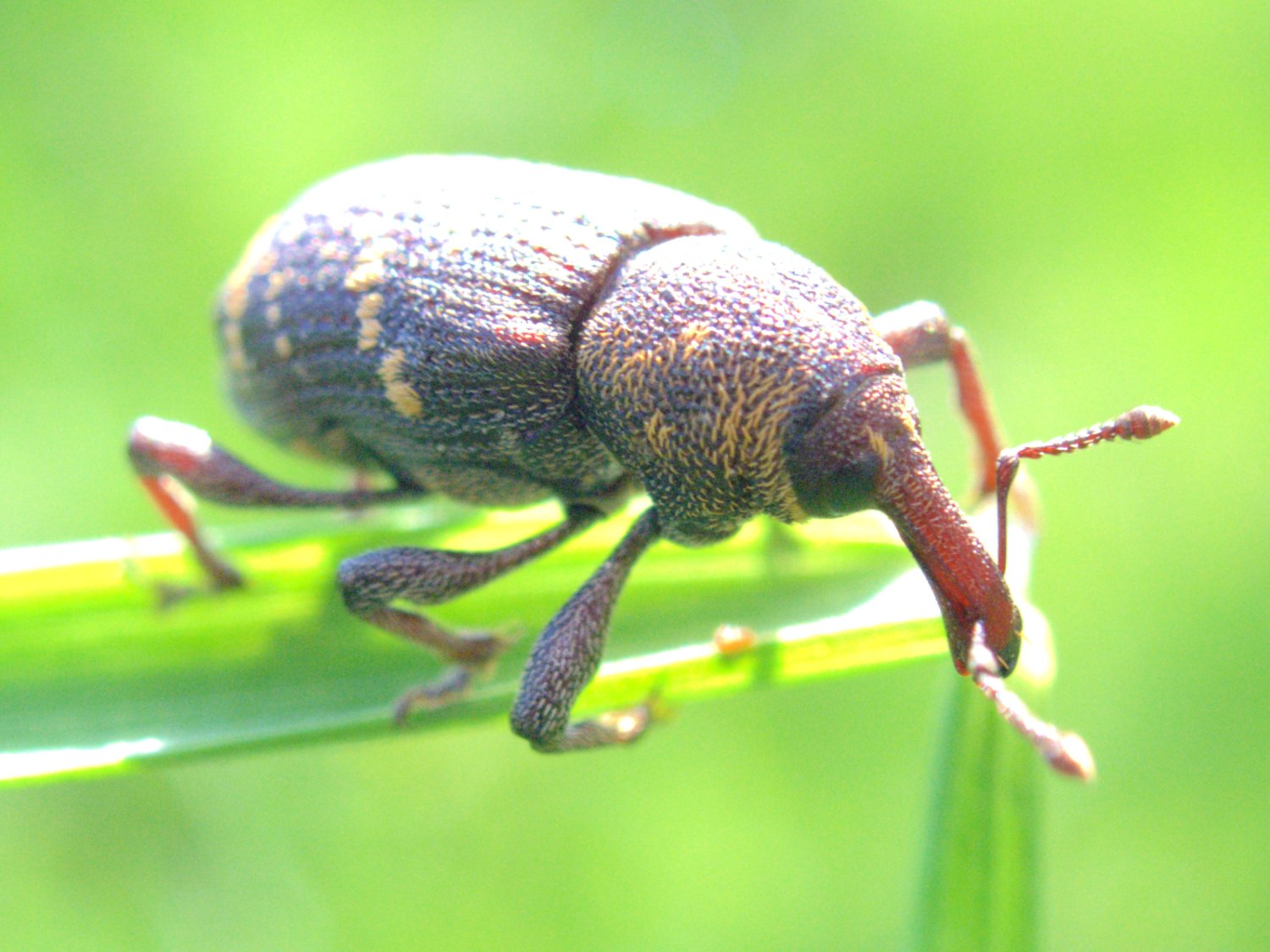
Gorgojo del pino (Hylobius abietis).

Además de la hormiga de árbol escocesa, hay varias especies de invertebrados escocesas que son muy poco comunes en el resto del Reino Unido y lo suficientemente importantes como para tener un "plan de acción" específico para su protección. Estas son cinco especies de hormigas y abejas, seis de polillas y mariposas, cinco de moscas y una de escarabajos (el escarabajo de junco) y de caracoles (el caracol Vertigo genesii). Las abejas Colletes floralis conforman una especie poco común de abejas, siendo las Hébridas su hábitat más significativo en Gran Bretaña, en donde hay más de diez colonias. Escocia también es el baluarte británico del abejorro blaeberry, y el Fondo para la Conservación de los Abejorros ha creado recientemente el primer santuario del mundo para este género de insectos en Vane Farm, cerca del lago Leven.
Aunque muchas especies de mariposas están desapareciendo en el Reino Unido, investigaciones recientes sugieren que algunas, como la Boloria euphrosyne, la Euphydryas aurinia y la brincadora cuadrada, cuyo número está disminuyendo en el resto del Gran Bretaña, están emigrando hacia Escocia como respuesta ante el cambio climático. En junio de 2008 una polilla Ethmia pyrausta adulta fue avistada en Easter Ross. Este hallazgo fue el quinto desde su descubrimiento en la región en el lago Shin en el año 1853, y la especie ha obtenido un "estatus casi mítico" según la Asociación para la Conservación de las Mariposas en Escocia.
El invertebrado más conocido es probablemente una especie de mosca pequeña conocida como midge (Culicoides impunctatus), un insecto volador que es el tormento de los turistas y de los residentes. Su predación resultó en la pérdida de más del veinte por ciento de los días de trabajo durante el verano en la industria forestal. Otros insectos significativos incluyen al gorgojo del pino, al escarabajo de pino negro, al escarabajo clytra, y a Acanthocinus aedilis, un escarabajo longicornio. En el museo arqueológico de Skara Brae puede encontrarse el registro más antiguo conocido de la pulga humana, Pulex irritans, en Europa.

## Criptozoología

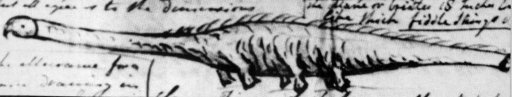
Boceto de la bestia de Stronsay realizado por Sir Alexander Gibson en 1808.

Es posible que exista una población de gatos salvajes, incluyendo la 'Bestia de Buchan'. El gato de Kellas de Moray es un animal negro y de patas largas, probablemente el resultado de la cruza entre un gato montés y uno doméstico, o un gato montés melanístico. Antiguamente existía la leyenda del gato Sidhe o "gato hada". El monstruo del lago Ness, probablemente una forma de "Each-uisge", tiene una larga historia; su primer registro tuvo lugar en el año 565 d. C. Más recientemente, la bestia de Stronsay fue un críptido identificado en las islas Orcadas en el siglo XIX.

## Conservación de la naturaleza

### Desafíos
La conservación del medio ambiente natural está muy impulsada en el Reino Unido. Los recursos de las investigaciones parecen ser insuficientes para encarar el desafío, pero el contraste con las anteriores actitudes para con el ambiente es muy notorio. En la era Victoriana se extinguieron pocos animales en Escocia, pero el número creciente de mataderos en las ciudades dedicadas a la caza fue alarmante. Richard Perry declara que en un solo estado de los Cairngorms entre 1837 y 1840 los siguientes animales fueron exterminados por los habitantes por el simple interés de preservar la población del lagópodo escocés: 246 martas, 198 gatos monteses, 106 turones, 67 tejones, 58 nutrias, 475 cuervos, 462 cernícalos, 371 águilas ratoneras de patas gruesas, 285 águilas ratoneras comunes, 275 milanos, 98 halcones peregrinos, 92 aguiluchos pálidos, 78 esmerejones, 71 búhos de orejas cortas, 63 azores, 35 búhos de orejas largas, veintisiete águilas del género Haliaeetus, dieciocho águilas pescadoras, quince águilas reales, once alcotanes, seis gerifaltes, cinco aguiluchos laguneros y tres halcones abejeros, y por razones aparentemente desconectadas con los lagópodos, once zorros, 301 armiños y comadrejas, 78 gatos domésticos, 1431 cornejas grises o negras, tres lechuzas comunes, ocho urracas y siete halcones de patas naranjas.
En 1947, Perry declaró: "mi primera reacción a esta horrible lista negra fue de incredulidad. Los detalles aún me parecen increíbles. Sin embargo, eran aniquilados por los mismos arredantarios". Varias veces se demostró que esta cantidad de animales desaparecidos era mayor que el número de residentes de Escocia en su totalidad.
Todavía no se ha comprobado si la destrucción llevada a cabo por los victorianos continúa siendo perjudicial para la fauna de Escocia. Además de las otras dificultades que enfrenta el ambiente marino, el cambio climático es un desafío que incluye a todos los hábitats escoceses. Entre las aves, las perdices nivales, caradrinos y escribanos nivales en particular podrían ser afectados ya que viven en lugares muy elevados y sus poblaciones están condenadas a declinar si el clima más cálido atrae competidores a su restringida área. Los mamíferos y otros vertebrados pueden adaptarse mejor, pese a que las poblaciones localizadas de invertebrados se encuentran en peligro. La vida marina también está siendo afectada. Las poblaciones de plancton que prefieren el agua fría están desapareciendo y no son capaces de soportar las cruciales cadenas alimenticias de las que dependen varias aves acuáticas. La Unidad de Investigación de los Mamíferos Acuáticos de la Universidad de St. Andrews ha publicado una mayor evidencia de los problemas para las especies marinas. Un análisis sugiere que las poblaciones de las focas comunes en las Orcadas y Shetland decayeron en un cuarenta por ciento entre 2001 y 2006, provocando al Scottish Executive a anunciar la necesidad de un nuevo orden de conservación que proteja a las especies.
Las complejidades relacionadas con la conservación de la vida salvaje escocesa se destacan en un reporte de la RSPB, notando que las martas son predadores importantes de los nidos de Capercaillie. Ambas especies están protegidas, mediante agencias de conservación con un desafiante rompecabezas que resolver.

### Agencias de conservación

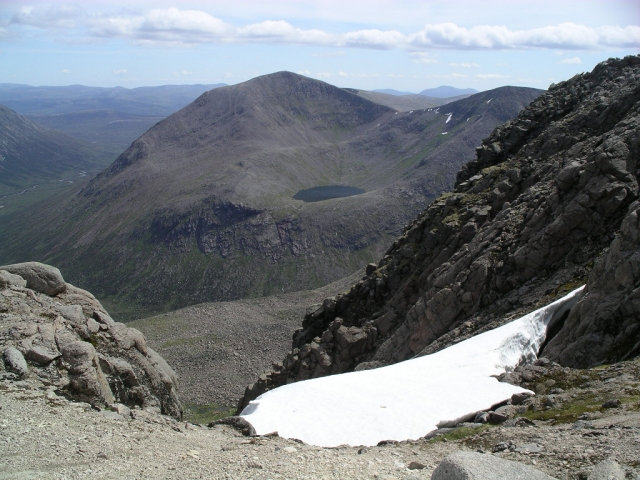
Cairngorms - Cairn Toul y Sgor an Lochain Uaine de Braeriach.

Varias organizaciones de sectores públicos cumplen un rol importante en la administración de la fauna del país. El Scottish Natural Heritage es el cuerpo responsable para el manejo del patrimonio natural en Escocia. Una de sus tareas es establecer reservas naturales nacionales (NNR, por sus siglas en inglés). Hasta 2004 existían 73, pero una investigación llevada a cabo resultó en una baja en el número por la pérdida de su estatus de NNR y en 2006 quedaron sólo cincuenta y cinco. La Comisión Forestal de Escocia sirve como el departamento forestal del gobierno escocés y es uno de los mayores propietarios de tierra del país. El Comité para la Conservación Natural es el principal consejero del gobierno en el Reino Unido y en el movimiento internacional por la conservación natural. 
El país alberga dos parques nacionales. El Parque Nacional Cairngorms incluye el área de montañas árticas más grande del Reino Unido. Los sitios designados como de importancia para el patrimonio natural conforman el treinta y nueve por ciento de la zona, dos tercios de las áreas de suma importancia de Europa. El Parque Nacional Loch Lomond y el Parque Nacional Trossachs incluyen la mayor reserva de agua dulce de Gran Bretaña, además de las montañas de Breadalbane y los lagos salados de Argyll. 
Varias organizaciones voluntarias y de caridad también juegan papeles importantes. La National Trust for Scotland es la organización que cuida y promueve el patrimonio natural y cultural del país. Con un número que supera el de los 270.000 miembros, es la organización no gubernamental para la preservación más grande de Escocia. La Scottish Wildlife Trust es una de las principales organizaciones voluntarias para la preservación, especializada en el medio ambiente. La Royal Zoological Society of Scotland es una sociedad registrada que mantiene al zoológico de Edimburgo y al Parque de Vida Silvestre Highland (un parque y zoológico de safari ubicado cerca de Kingussie, el cual se especializa en la fauna nativa). La sociedad también está involucrada con varios programas de conservación de Escocia y del mundo. La Royal Society for the Protection of Birds promueve la conservación de las aves y de otros animales silvestres mediante la protección y la re-creación de hábitats. La John Muir Trust es una organización cuyo principal objetivo es operar como guardianes de la vida y la tierra silvestre, mediante la compra del territorio y la promoción de la educación y la conservación. La organización posee y controla fincas en lugares como Knoydart y Assynt, y en la isla de Skye. Tiene un vínculo con el Sierra Club de los Estados Unidos que también celebra el legado del nacido en Dunbar John Muir. Trees for Life es una sociedad que quiere restaurar un "bosque silvestre" al norte de las Highlands y las montañas Grampian.